# Gian Carlo Venturini
Gian Carlo Venturini (25 de fevereiro de 1962) é um político samarinês e um dos capitães regentes com Maurizio Rattini de 1 de outubro de 1996 a 1 de abril de 1997 e pela segunda vez com Marco Nicolini de 1 de abril a 1 de outubro de 2021. 

## Biografia
Nascido na cidade de São Marinho, Venturini obteve o Diploma de Técnico de Laboratório na Universidade de Urbino em 1984, e é funcionário do Instituto de Previdência Social.
Ele é membro do Partido Democrata Cristão Samarinês desde 1986 e ocupou o cargo de Secretário Adjunto de 1997 a abril de 2002 e posteriormente de março de 2007 a dezembro de 2008. 
De 1989 a 1991 ocupou o cargo de Capitão do Borgo Maggiore e em 1993 foi eleito membro do Grande Conselho Geral ; ele foi então reconfirmado nas eleições gerais de 1998, 2001, 2006, 2008 e as últimas de 2012.
Exerceu o cargo de Capitão Regente da República de San Marino no semestre de 1º de outubro de 1996 a 1º de abril de 1997. Nos últimos anos também foi membro de diversas Comissões do Conselho Permanente, do Conselho do XII e da Comissão de Planejamento Urbano , agora Comissão de Políticas Territoriais. 
Foi membro do Congresso de Estado em 2002 como Secretário de Estado da Saúde e Segurança Social, de dezembro de 2002 como Secretário de Estado do Trabalho e Cooperação, depois de dezembro de 2003 a junho de 2006 Secretário de Estado do Território e Meio Ambiente, Agricultura e Relações com a AASP
A partir de 3 de dezembro de 2008, para a XXVII Legislatura, foi nomeado Secretário de Estado do Território e do Ambiente, da Agricultura e das Relações com a AASP.
Desde julho de 2012 é conferido ad interim a delegação: Justiça e Relações com o Giunte di Castello. A partir de 5 de dezembro de 2012, para a XXVIII Legislatura, foi nomeado Secretário de Estado da Administração Interna, Administração Pública, Justiça e Relações com as Câmaras do Castelo.